# ALC-0159
ALC-0159 (2-[(polietilenglicole)-2000]-N,N-ditetradecilacetammide) è un PEG/lipide coniugato.

## Impiego in campo medico
È un tensioattivo non ionico per sua natura ed è utilizzato come componente nel Vaccino anti COVID-19 Pfizer-BioNTech. Viene impiegato come eccipiente per prevenire la degradazione dell'informazione contenuta nel principio attivo (mRNA); i tensioattivi a lunga catena con la concomitante presenza di mono/di/tri gliceridi modificati a livello funzionale e che presentano una lunga catena  satura o insatura, creano un film lipidico protettivo sferico (microparticelle) che inglobano il principio attivo in modo tale che possa entrare inalterato nella membrana cellulare ed espletare la sua funzione.